# Perstorpsgölen (Tidersrums socken, Östergötland)
Perstorpsgölen är en sjö i Kinda kommun i Östergötland och ingår i Motala ströms huvudavrinningsområde.